# Ниноцминдский муниципалитет
Ниноцми́ндский муниципалите́т (до 1991 — Богда́новский район; до 2006 — Ниноцминдский район; груз. ნინოწმინდის მუნიციპალიტეტი ninoc’mindis municipʼalitʼetʼi ,з.-арм. Նինոծմինտայի քաղաքապետութիւն) — муниципалитет в Грузии, входящий в состав края Самцхе-Джавахетия. Находится на юге Грузии, на территории исторической области Джавахетия. Административный центр — город Ниноцминда (ранее Богдановка). Крупные сёла: Гандза.

## История
До 1829 года территория муниципалитета входила в состав Османской империи. По Адрианопольскому миру перешла к Российской империи в составе Ахалцихской провинции.
В 1840 году образуется Ахалцихский уезд с центром в Ахалцихе в составе Грузино-Имеретинской губернии. Положением о разделении Закавказского края от 14 декабря 1846 года уезд был реорганизован, от него был отделен Ахалкалакский участок и передан Александропольскому уезду, который по тому же положению был включен в состав новообразованной Тифлисской губернии, Ахалцихский уезд без Ахалкалакского участка был включен в новообразованную Кутаисскую губернию.  В 1849 году Ахалкалакский участок был возвращен в состав Ахалцихского уезда. В 1865 году Ахалцихский уезд включается в состав Тифлисской губернии. В 1874 из состава этого уезда выделился Ахалкалакский уезд, который включал и территорию современного Ниноцминдского муниципалитета. Это положение сохраняется вплоть до 1918 года.
По Брест-Литовскому договору (март 1918) уезд остался в составе России. В мае 1918 года Ахалкалакский уезд оказался в составе Грузинской демократической республики, но уже в июне был уступлен Турции по Батумскому миру. Осенью его территория была оккупирована турецкими войсками. После вывода турецких войск в конце 1918 года территория района опять вошла в состав Грузии.
По первому варианту советского административного деления (февраль 1921 года) территория продолжала входить в состав Ахалкалакского уезда (но уже в составе сначала Грузинской советской республики, затем Грузинской ССР). Гореловский район был создан в 1929 году в составе Ахалкалакского уезда. В 1930 году, после ликвидации уездов, район перешёл в прямое подчинение Грузинской ССР. 14 июля 1933 года Гореловский район был переименован в Богдановский район. В ноябре 1951 — апреле 1953 года входил в состав Тбилисской области. 15 августа 1961 года был упразднён, территория была включена в состав Ахалкалакского района. 23 декабря 1964 года Богдановский район был восстановлен . В 1991 переименован в Ниноцминдский район, с 2006 года — Ниноцминдский муниципалитет.

## Население
По состоянию на 1 января 2018 года численность населения муниципалитета составила 21 503 жителя, на 1 января 2014 года — 34,9 тыс. жителей.
Согласно переписи 2002 года, население района (муниципалитета) составило 34 305 чел. По оценке на 1 января 2008 года — 34,0 тыс. чел.
| Армяне   | 32 857 | 95,78 %  |
| Русские  | 943    | 2,75 %   |
| Грузины  | 476    | 1,39 %   |
| Украинцы | 6      | 0,02 %   |
| Греки    | 5      | 0,01 %   |
| всего    | 34 305 | 100,00 % |

| Армяне   | 23 262 | 94,98 %  |
| Грузины  | 1029   | 4,20 %   |
| Русские  | 184    | 0,75 %   |
| Украинцы | 6      | 0,02 %   |
| другие   | 10     | 0,04 %   |
| всего    | 24 491 | 100,00 % |

До конца XX века на территории муниципалитета имело место значительное присутствие русских духоборов, потомков переселенцев XIX века, — Джавахетской Духоборией. Последняя включала 10 русских деревень: Владимировка, Тамбовка и Родионовка на северо-востоке района (вокруг озера Паравани), остальные на юге района: Богдановка (ныне Ниноцминда), Спасовка, Орловка, Гореловка, Ефремовка, Троицкое (Калиновка). К началу 1990-х годов в Грузии насчитывалось около 7 тыс. русских духоборов, но впоследствии практически все они переселились в Россию, в частности в Тамбовскую область
Этнический состав Богдановского (Ниноцминдского) района по переписи 1939 года:
| Армяне        | 27 376 | 79,18 %  |
| Русские       | 5862   | 16,95 %  |
| Азербайджанцы | 1009   | 2,92 %   |
| Грузины       | 93     | 0,27 %   |
| Греки         | 20     | 0,06 %   |
| Украинцы      | 6      | 0,02 %   |
| Осетины       | 1      | 0,00 %   |
| всего         | 34 575 | 100,00 % |

## Административное деление
Территория муниципалитета разделена на 10 сакребуло: 1 городское, 9 поселковых.

## Список населённых пунктов
В состав муниципалитета входит 32 населённых пунктов, в том числе 1 город.
- Ниноцминда (груз. ნინოწმინდა)
- Ахали-Хулгумо (груз. ახალი ხულგუმო)
- Владимировка (груз. ვლადიმიროვკა)
- Гандзани (груз. განძანი)
- Гореловка (груз. გორელოვკა)
- Джиграшени (груз. ჯიგრაშენი)
- Диди-Аракали (груз. დიდი არაქალი)
- Диди-Гондрио (груз. დიდი გონდრიო)
- Диди-Ханчали (груз. დიდი ხანჩალი)
- Дилифи (груз. დილიფი)
- Ефремовка (груз. ეფრემოვკა)
- Жданови (груз. ჟდანოვი)
- Катнату (груз. კათნატუ)
- Каурма (груз. ყაურმა)
- Кулалиси (груз. ყულალისი)
- Мамцвара (груз. მამწვარა)
- Орловка (груз. ორლოვკა)
- Ороджолари (груз. ოროჯოლარი)
- Патара-Аракали (груз. პატარა არაქალი)
- Патара-Гондрио (груз. პატარა გონდრიო)
- Патара-Ханчали (груз. პატარა ხანჩალი)
- Патара-Хорениа (груз. პატარა ხორენია)
- Пока (груз. ფოკა)
- Родионовка (Паравани); (груз. როდიონოვკა (ფარავანი))
- Сагамо (груз. საღამო)
- Самеба (груз. სამება)
- Сатхе (груз. სათხე)
- Спасовка (груз. სპასოვკა)
- Тамбовка (груз. ტამბოვკა)
- Ториа (груз. თორია)
- Уджмана (груз. უჯმანა)
- Эштия (груз. ეშტია)

## Фотогалерея

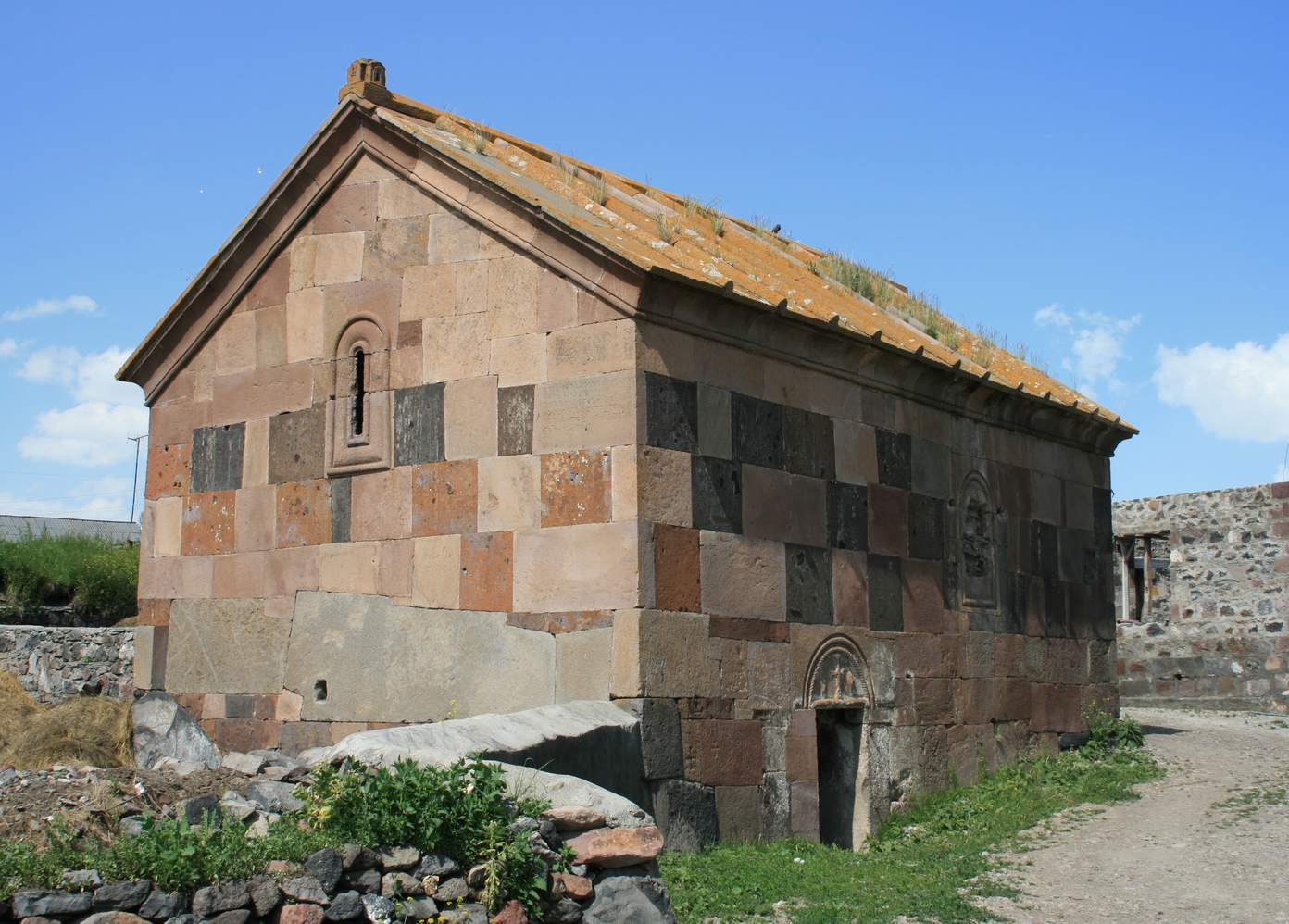
Грузинская церковь в селе Гандзани